# منشية النزهة
منشية النزهة احدي مناطق الإسكندرية الصغيرة تقع علي شريط الترام من ناحيه شارع 1 قع المنطقة بين منطقه عزبه سعد والحضرة وارض عبد الباقي وسميت بهذا الاسم نظرا لقربها الشديد من حديقه النزهه وكانت قديما عباره عن مزارع للموز يمر بها أول شريط ترام النزهه. ويمر بها أيضا قنال المحموديه وهيا عباره عن 13 شارع ثلاثه عشر شارع /شارع 11 يكون عباره عن سوق للفواكهه والخضار وبالقرب منها بعض مصانع النسيج وغيرو مثل محمد احمد وشريف زهدي.

## أشهر علامات المنطقة
سوق خضر وفواكهه الإسكندرية هو سوق لبيع الخضار والفاكهة بأسعار الجملة يتم احضار الثمر من بلاد قريبه مثل محافظه البحيرة ودمنهور وكفر الشيخ ويتم بيعها بواسطه التجار اصحاب المحلات داخل السوق ويمثل المصدر الأول للفواكهه والخضر في الإسكندرية والساحل الشمالي